# Carnaval de Pernambuco
O carnaval de Pernambuco diz respeito às festas de momo do estado brasileiro de Pernambuco. Acontece de forma mais intensa na Região Metropolitana do Recife, principalmente no Recife Antigo na capital pernambucana e na Cidade Alta em Olinda; mas também ocorre em diversos municípios do interior do estado. Ritmos comuns são o frevo, o maracatu, a ciranda, o coco, os caboclinhos, o cavalo-marinho, o manguebeat, entre outros.
Carnaval mais antigo do país, a festa pernambucana tem como característica principal a democratização da brincadeira. Os foliões participam intensamente das manifestações, sem a necessidade de uma distinção por mortalhas ou abadás.

## História
Os primeiros sinais dos festejos carnavalescos em Pernambuco surgiram ainda no século XVII, quando trabalhadores das Companhias de Carregadores de Açúcar e das Companhias de Carregadores de Mercadorias se reuniam para a Festa de Reis, formando cortejos carregando caixões de madeira e improvisando cantigas em ritmo de marcha. Mas foi dois séculos mais tarde que a festa se popularizou e tomou o formato conhecido atualmente.
Marcada pela tradição, a folia de momo pernambucana preserva manifestações culturais datadas do período colonial como o Maracatu Nação, e do século XIX como o Frevo, o Maracatu Rural e os Caboclinhos.

## Carnaval do Recife
No Recife o carnaval tem sua abertura com a saída do maior bloco carnavalesco do mundo, o Galo da Madrugada, no sábado pela manhã. No bairro do Recife Antigo, começa a tarde com feirinhas de artesanato e apresentações de grupos percussivos, entre outras atrações. Seguindo, logo mais à noite, uma agenda de shows que são realizados em palcos espalhados por todos os bairros do Recife e região metropolitana, onde acontece simultaneamente a realização do RECBEAT, o carnaval da juventude alternativa recifense. Na noite da segunda-feira, no Pátio do Terço, é realizada uma das manifestações mais emocionantes da cultura negra no nordeste, a Noite dos Tambores Silenciosos, pontualmente a meia-noite.

## Carnaval de Olinda
O Carnaval de Olinda ostenta dezenas de bonecos gigantes, sendo o mais conhecido deles O Homem da Meia-Noite, que está nas ruas desde 1932 e é responsável por dar início, oficialmente, às zero hora do sábado de Zé Pereira, ao carnaval olindense. Além dos tradicionais blocos de carnaval e troças que percorrem suas ladeiras, embalados pelo ritmo do frevo. São exemplos destes a Pitombeira dos Quatro Cantos, fundada em 1947, quando um grupo de rapazes desfilou pelas ruas da Cidade Alta cantando e empunhando galhos de pitombeira; e o "Elefante de Olinda", fundado em 1952 por um grupo de rapazes da Cidade Alta, que durante o Carnaval saíram pelas ruas com um elefante de porcelana cantando uma música improvisada em homenagem ao animal. A grande concentração destes blocos e troças se dá na frente da Prefeitura Municipal, onde pode-se encontrar o maior número de foliões por metro quadrado.

## Outros municípios

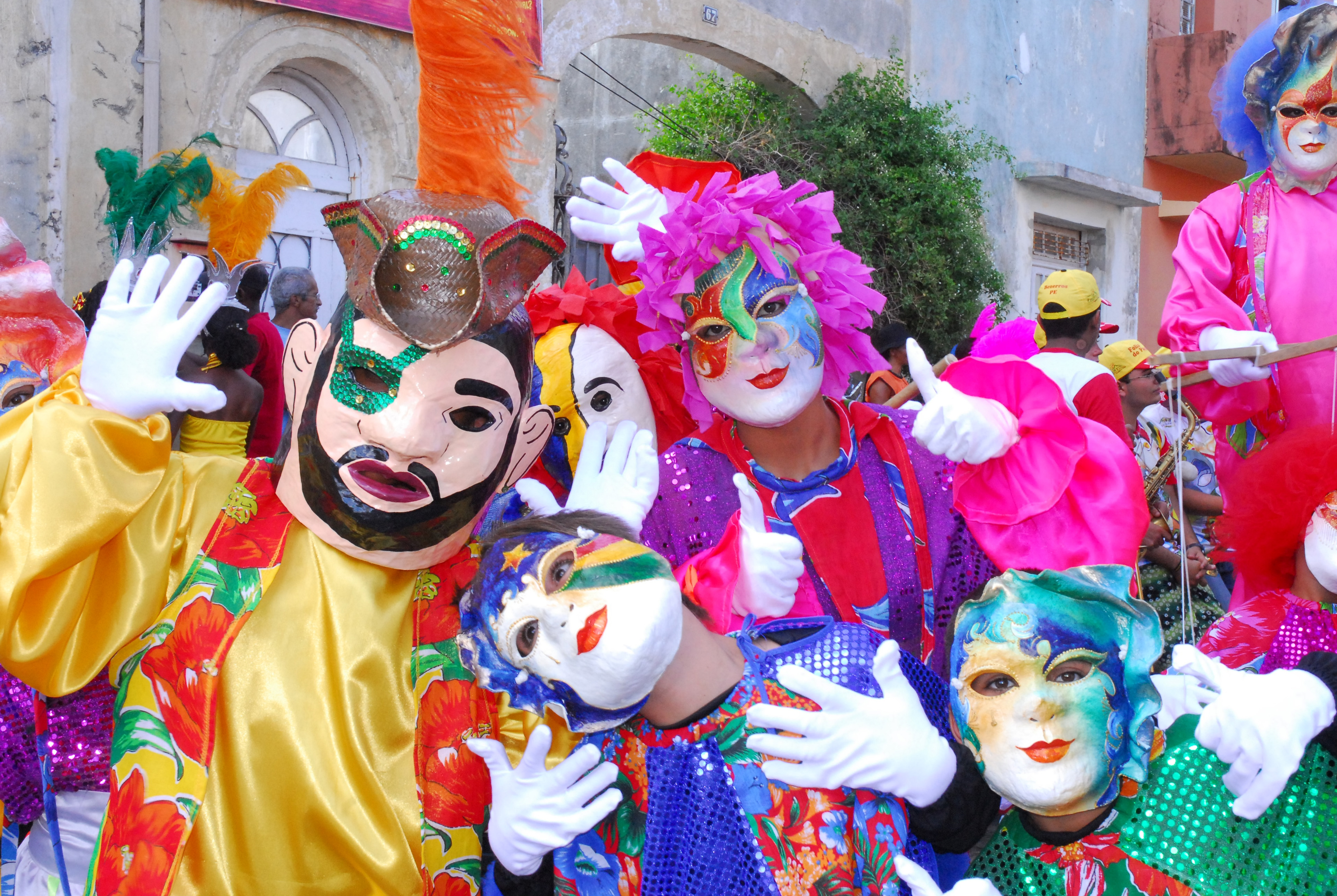
Os "papangus" são uma tradição centenária do Carnaval de Bezerros, cidade do agreste de Pernambuco.

No interior, algumas cidades têm seus carnavais típicos, como Nazaré da Mata com o Maracatu Rural, Bezerros com os Papangus, Pesqueira com o Carnaval dos Caiporas, Triunfo com o Carnaval dos Caretas, entre outras.
Catende também tem tradição, a sedutora Mulher da Sombrinha. Uma lenda que assusta todos os moradores de Catende. Diz a lenda que uma mulher aparecia a meia noite para seduzir operários da Uzina Catende, e os levava ao cemitério, e num piscar de olhos desaparecia, em outros casos, os operários acordavam em cima do túmulo da mulher.